# Michael Ettmüller
Michael Ettmüller, né à Leipzig le 26 mai 1644 où il est mort le 9 mars 1683, est un médecin allemand.

## Biographie
Membre de l'Académie des curieux de la nature, professeur de botanique et de chirurgie à l'université de Leipzig, il est célèbre pour son recueil de ses leçons Opera medica theoretico-practica, publiée en 1708 (3 vol.) et pour l'opuscule Vis Opii diaphoretica (1679). 